# Campeonato FIBA Américas Femenino Sub-18 de 2008
El VI Campeonato Femenino FIBA Américas S18 2008 se llevó a cabo en Buenos Aires, Argentina del 23 al 27 de julio de 2008 en el Centro Nacional de Alto Rendimiento Deportivo Polideportivo "León Najnudel".
El torneo fue clasificatorio para el Campeonato mundial de baloncesto femenino S19 de 2009 las 4 mejores selecciones calificaron al Campeonato Mundial.
La selección de Estados Unidos ganó el torneo y calificó al mundial junto con las selecciones de Canadá, Brasil y Argentina

## Sedes
| Ciudad       | Instalación | Capacidad |
| ------------ | ----------- | --------- |
| Buenos Aires | CENARD      | 2,000     |

## Equipos participantes
| Argentina Brasil Canadá | Estados Unidos Puerto Rico Venezuela |

## Árbitros
Marcelo La Torre

 Sergio Tarifeño

 Enaldo Batista

 Karen Lasuik

 Angelica Suffren

 Kati Nynas

 Brenda Mateo

 Miguel Nieto

 Gladys Hernández

## Ronda Final
|                   | Equipo         | Pts | PG | PP | PF  | PC  | Dif  |
| ----------------- | -------------- | --- | -- | -- | --- | --- | ---- |
| Medalla de oro    | Estados Unidos | 10  | 5  | 0  | 477 | 229 | 248  |
| Medalla de plata  | Canadá         | 9   | 4  | 1  | 361 | 305 | 56   |
| Medalla de bronce | Brasil         | 8   | 3  | 2  | 339 | 348 | −9   |
| 4                 | Argentina      | 7   | 2  | 3  | 323 | 313 | 10   |
| 5                 | Venezuela      | 6   | 1  | 4  | 320 | 422 | −102 |
| 6                 | Puerto Rico    | 5   | 0  | 5  | 246 | 429 | −183 |

### Día 1
| 23 de julio, 15:00                    | Estados Unidos                        | 112-49                                | Venezuela                                                                                           |  |
| Reporte                               |                                       |                                       | |  |
| Parciales: 25-10, 25-16, 31-10, 31-13 | Parciales: 25-10, 25-16, 31-10, 31-13 | Parciales: 25-10, 25-16, 31-10, 31-13 | Polideportivo “León Najnudel”, Buenos Aires Árbitro(s): Brenda Mateo, Miguel Nieto, Sergio Tarifeño |  |

| 23 de julio, 17:00                   | Canadá                               | 67-47                                | Brasil                                                                                                 |  |
| Reporte                              |                                      |                                      | |  |
| Parciales: 16-8, 15-11, 22-17, 14-11 | Parciales: 16-8, 15-11, 22-17, 14-11 | Parciales: 16-8, 15-11, 22-17, 14-11 | Polideportivo “León Najnudel”, Buenos Aires Árbitro(s): Marcelo La Torre, Angelica Suffren, Kati Nynas |  |

| 23 de julio, 19:15                  | Argentina                           | 64-52                               | Puerto Rico                                                                                             |  |
| Reporte                             |                                     |                                     | |  |
| Parciales: 8-7, 20-10, 21-17, 15-18 | Parciales: 8-7, 20-10, 21-17, 15-18 | Parciales: 8-7, 20-10, 21-17, 15-18 | Polideportivo “León Najnudel”, Buenos Aires Árbitro(s): Enaldo Batista, Karren Lasuik, Gladys Hernandez |  |

### Día 2
| 24 de julio, 15:00                   | Canadá                               | 56-72                                | Estados Unidos                                                                                       |  |
| Reporte                              |                                      |                                      | |  |
| Parciales: 17-19, 5-24, 12-15, 22-14 | Parciales: 17-19, 5-24, 12-15, 22-14 | Parciales: 17-19, 5-24, 12-15, 22-14 | Polideportivo “León Najnudel”, Buenos Aires Árbitro(s): Kati Nynas, Enaldo Batista, Gladys Hernandez |  |

| 24 de julio, 17:00                   | Venezuela                            | 89-52                                | Puerto Rico                                                                                                 |  |
| Reporte                              |                                      |                                      | |  |
| Parciales: 24-10, 20-7, 25-20, 20-15 | Parciales: 24-10, 20-7, 25-20, 20-15 | Parciales: 24-10, 20-7, 25-20, 20-15 | Polideportivo “León Najnudel”, Buenos Aires Árbitro(s): Marcelo La Torre, Angelica Suffren, Sergio Tarifeño |  |

| 24 de julio, 19:00                             | Brasil                                         | 70-68                                          | Argentina                                                                                         |  |
| Reporte                                        |                                                |                                                |                                                                                                   |  |
| Parciales: 17-6, 10-20, 15-19, 17-14; TE: 11-9 | Parciales: 17-6, 10-20, 15-19, 17-14; TE: 11-9 | Parciales: 17-6, 10-20, 15-19, 17-14; TE: 11-9 | Polideportivo “León Najnudel”, Buenos Aires Árbitro(s): Miguel Nieto, Brenda Mateo, Karren Lasuik |  |

### Día 3
| 25 de julio, 15:00                    | Brasil                                | 89-76                                 | Venezuela                                                                                               |  |
| Reporte                               |                                       |                                       | |  |
| Parciales: 26-17, 20-13, 24-21, 19-25 | Parciales: 26-17, 20-13, 24-21, 19-25 | Parciales: 26-17, 20-13, 24-21, 19-25 | Polideportivo “León Najnudel”, Buenos Aires Árbitro(s): Marcelo La Torre, Brenda Mateo, Sergio Tarifeño |  |

| 25 de julio, 17:00                  | Puerto Rico                         | 36-116                              | Estados Unidos                                                                                        |  |
| Reporte                             |                                     |                                     | |  |
| Parciales: 6-25, 13-30, 11-30, 6-31 | Parciales: 6-25, 13-30, 11-30, 6-31 | Parciales: 6-25, 13-30, 11-30, 6-31 | Polideportivo “León Najnudel”, Buenos Aires Árbitro(s): Karren Lasuik, Miguel Nieto, Gladys Hernandez |  |

| 25 de julio, 19:00                    | Argentina                             | 53-72                                 | Canadá                                                                                               |  |
| Reporte                               |                                       |                                       | |  |
| Parciales: 18-14, 10-22, 15-22, 10-14 | Parciales: 18-14, 10-22, 15-22, 10-14 | Parciales: 18-14, 10-22, 15-22, 10-14 | Polideportivo “León Najnudel”, Buenos Aires Árbitro(s): Enaldo Batista, Kati Nynas, Angelica Suffren |  |

### Día 4
| 26 de julio, 15:00                    | Estados Unidos                        | 96-51                                 | Brasil                                                                                                |  |
| Reporte                               |                                       |                                       | |  |
| Parciales: 35-10, 21-12, 19-14, 21-15 | Parciales: 35-10, 21-12, 19-14, 21-15 | Parciales: 35-10, 21-12, 19-14, 21-15 | Polideportivo “León Najnudel”, Buenos Aires Árbitro(s): Katy Nynas, Marcelo La Torre, Sergio Tarifeño |  |

| 26 de julio, 17:00                    | Canadá                                | 78-65                                 | Puerto Rico                                                                                              |  |
| Reporte                               |                                       |                                       | |  |
| Parciales: 22-16, 11-22, 20-11, 25-16 | Parciales: 22-16, 11-22, 20-11, 25-16 | Parciales: 22-16, 11-22, 20-11, 25-16 | Polideportivo “León Najnudel”, Buenos Aires Árbitro(s): Angelica Suffren, Miguel Nieto, Gladys Hernandez |  |

| 26 de julio, 19:00                  | Venezuela                           | 38-81                               | Argentina                                                                                          |  |
| Reporte                             |                                     |                                     | |  |
| Parciales: 13-11, 6-20, 6-20, 13-30 | Parciales: 13-11, 6-20, 6-20, 13-30 | Parciales: 13-11, 6-20, 6-20, 13-30 | Polideportivo “León Najnudel”, Buenos Aires Árbitro(s): Brenda Mateo, Karen Lasuik, Enaldo Batista |  |

### Día 5
| 27 de julio, 15:00                  | Brasil                              | 82-41                               | Puerto Rico                                                                                                 |  |
| Reporte                             |                                     |                                     | |  |
| Parciales: 20-9, 16-7, 25-12, 21-13 | Parciales: 20-9, 16-7, 25-12, 21-13 | Parciales: 20-9, 16-7, 25-12, 21-13 | Polideportivo “León Najnudel”, Buenos Aires Árbitro(s): Marcelo La Torre, Sergio Tarifeño, Gladys Hernandez |  |

| 27 de julio, 17:00                    | Venezuela                             | 68-88                                 | Canadá                                                                                                 |  |
| Reporte                               |                                       |                                       | |  |
| Parciales: 20-18, 17-21, 10-28, 21-21 | Parciales: 20-18, 17-21, 10-28, 21-21 | Parciales: 20-18, 17-21, 10-28, 21-21 | Polideportivo “León Najnudel”, Buenos Aires Árbitro(s): Miguel Nieto, Enaldo Batista, Angelica Suffren |  |

| 27 de julio, 19:00                  | Argentina                           | 37-81                               | Estados Unidos                                                                                  |  |
| Reporte                             |                                     |                                     |                                                                                                 |  |
| Parciales: 16-19, 10-21, 2-20, 9-21 | Parciales: 16-19, 10-21, 2-20, 9-21 | Parciales: 16-19, 10-21, 2-20, 9-21 | Polideportivo “León Najnudel”, Buenos Aires Árbitro(s): Brenda Mateo, Karren Lasuik, Kati Nynas |  |